# Knyckertz & snutjakten
Knyckertz & snutjakten är en svensk familjefilm från 1 december 2023 som bygger på barnboken med samma namn från 2019 av Anders Sparring. Filmen regisseras av Leif Lindblom och manusförfattare är Anders Sparring. Filmen är en uppföljare till SVT:s julkalender från 2021 En hederlig jul med Knyckertz.
Filmen hade biopremiär i Sverige den 1 december 2023, utgiven av Nordisk Film.

## Handling
Ture får reda på att familjens hund, Snuten, har blivit stulen och han ställs inför ett dilemma.

## Rollista (i urval)
- Axel Adelöw – Ture Knyckertz
- Paloma Grandin – Ellen "Kriminellen" Knyckertz
- Nina Zanjani – Fia Knyckertz
- David Sundin – Ove "Bove" Knyckertz
- Claes Malmberg – Paul Isman
- Vanna Rosenberg – biskopen Kikki
- Gunnel Fred – Stulia Knyckertz
- Elisabeth Wernesjö – Elisabeth "Byttan Bing Bång"[3][4]

## Produktion
Filminspelningarna inleddes den 5 september 2022 i bland annat Luleå, Stockholm och Boden. Filmen är producerad av Linus Torell och Frida Wallman för Unlimited Stories i samproduktion med Filmpool Nord, Nordisk Film, Svenska Filminstitutet, TV4, C More och Film Stockholm och fick 8,2 miljoner kronor i produktionsstöd från Svenska Filminstitutet.
30 augusti 2023 släpptes en första trailer.